# Cidadela de Cascais
A Cidadela de Cascais é uma fortaleza localizada na atual freguesia de Cascais e Estoril, na vila e no município de Cascais, no distrito de Lisboa, em Portugal.
Na margem direita do rio Tejo, trata-se de um complexo fortificado que compreende:
- o Forte de Nossa Senhora da Luz de Cascais,
- a Torre de Santo António de Cascais e
- o Palácio da Cidadela de Cascais

O conjunto tinha a função de defesa daquele trecho da costa no acesso à capital, Lisboa, e após 1870, de residência de verão dos reis de Portugal. Atualmente, serve de residência de verão, ao Presidente da República Portuguesa, para além da Pousada nela instalada.
A Cidadela de Cascais está classificada como Imóvel de Interesse Público desde 1977.

## História

### Antecedentes
A primitiva fortificação do local remonta a uma torre tardo-medieval, iniciada sob o reinado de João II de Portugal (1481-1495).

### A Cidadela de Cascais

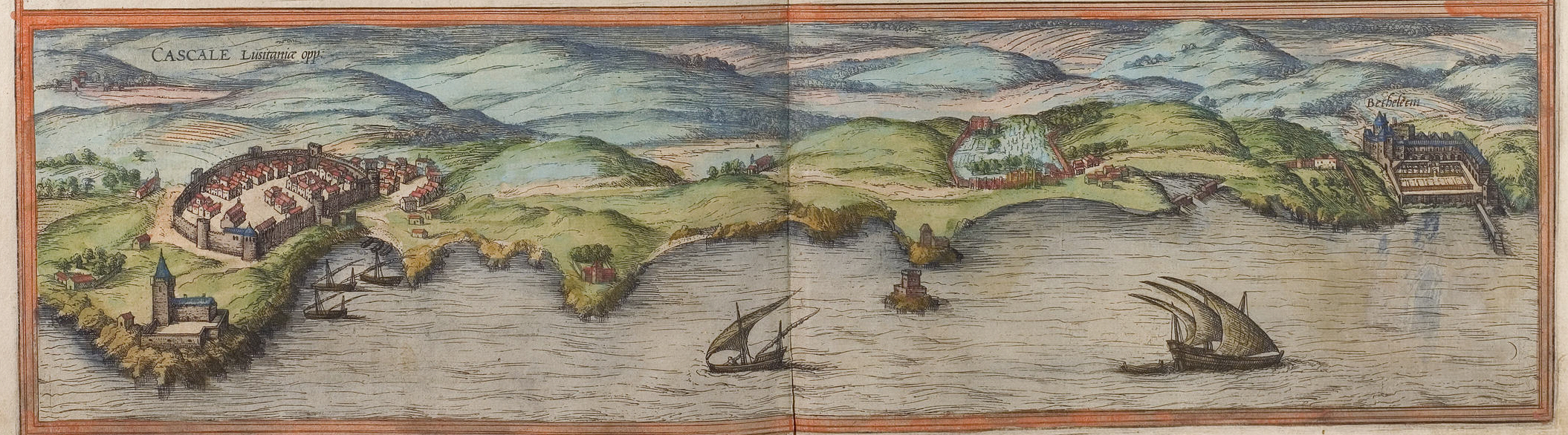
"Cascale" (Braun e Hogenberg. "Civitates Orbis Terrarum", 1572).

À época da Dinastia Filipina, sob o reinado de Filipe II de Espanha (1580-1598), foi projetada a ampliação e reforço desta defesa, inscrita no vasto plano de defesa da barra do rio Tejo (1590).
Esse projeto, entretanto, não chegou a ser plenamente implementado, tendo se limitado ao reforço e ampliação da primitiva torre que, tendo recebido planta no formato triangular, foi reinaugurada sob a invocação de Nossa Senhora da Luz.
Após a Restauração da Independência de Portugal, a idéia do projeto filipino foi retomada, tendo a chamada Cidadela sido erguida. A inscrição epigráfica sobre o portão de armas reza:
"I.H.S.V.M. / EL=REI DOM IOÃO 4o. De FELICE MEMORIA MANDOU FA= / ZER ESTA FORTALEZA SENDo G.or DAS ARMAS Do ANto LVIZ / DE MENEZES CÔDe De CANTANHEDe DoS SEVS CONEiros DeSTADo E G= / Vrra VEADoR DE SVA FAda COMECOV NO ANNO DE 1681"

### Século XX

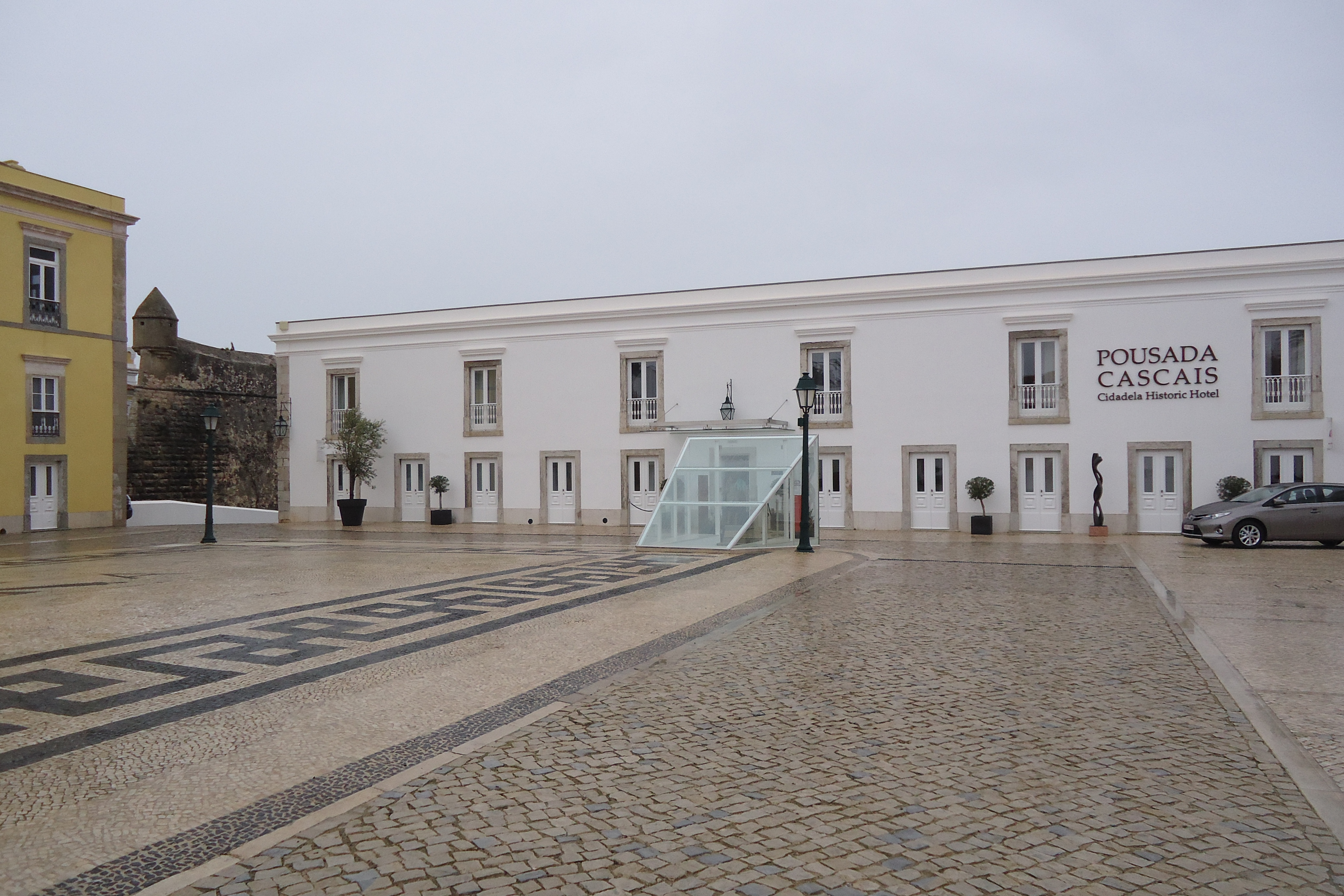
Cidadela de Cascais: aspecto da Praça de Armas com a Pousada Cascais (Dezembro de 2012).

O conjunto da Cidadela de Cascais, incluindo o Forte de Nossa Senhora da Luz, a Torre de Santo António de Cascais, e toda a parte fortificada que está compreendida entre a Ponta do Salmodo e o Clube Naval de Cascais, encontra-se classificado como Imóvel de Interesse Público através do Decreto nº 129/77 de 29 de Setembro de 1977.

### Século XXI

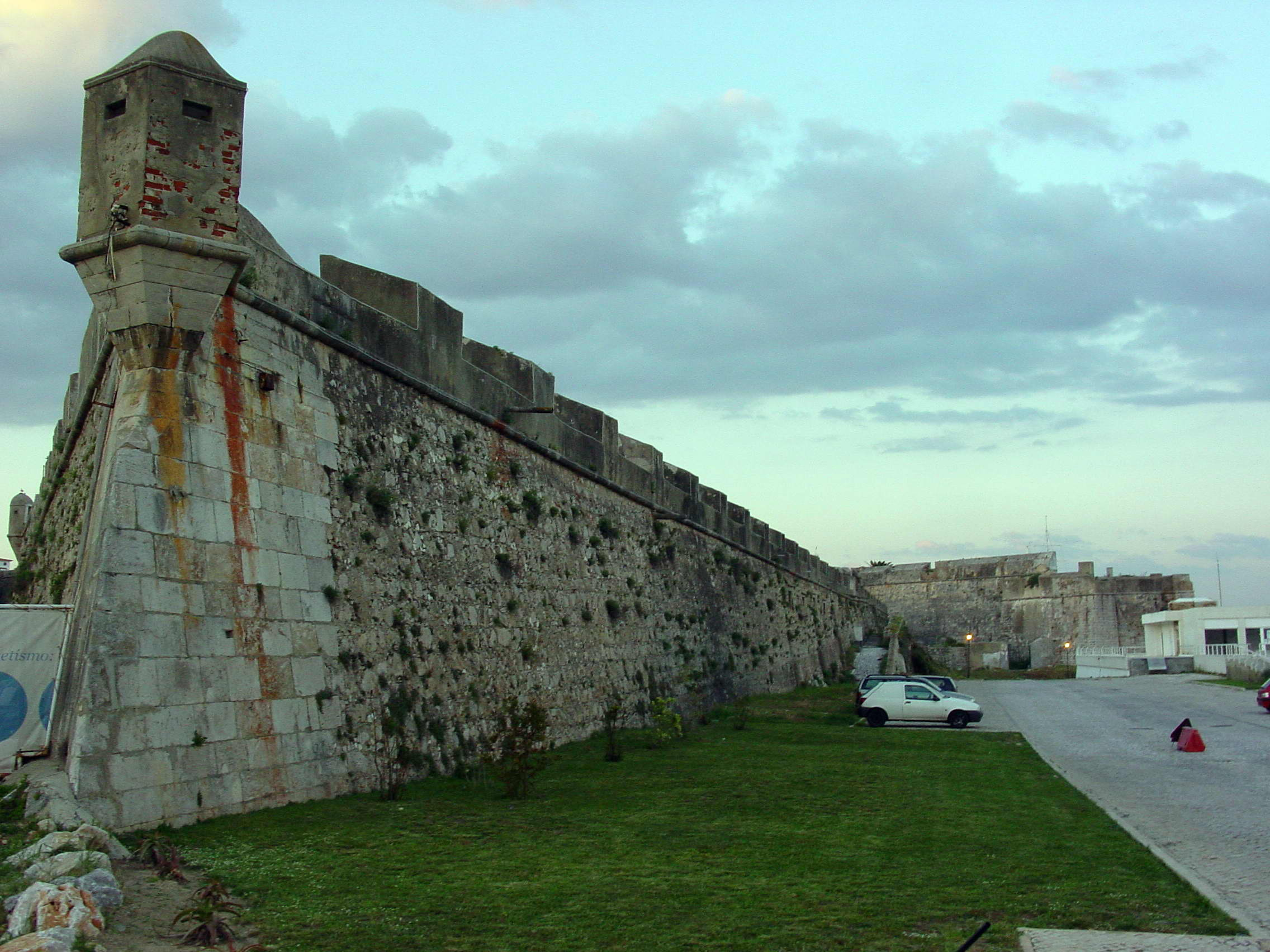
Cidadela de Cascais: baluarte.

Mais recentemente, após a cedência da Cidadela à Câmara Municipal de Cascais, esta autarquia estudou projetos para revitalizá-la e à sua zona envolvente, um dos mais cotados visando a sua recuperação e implementação, ali, de um museu.
A 18 de Março de 2012 aconteceu a abertura de uma unidade hoteleira com 126 quartos, restaurante, espaço de música, lojas e espaço para eventos denominada  de "Pousada Cascais". Este investimento foi feito pelo Grupo Pestana 
Dia 8 de Março de 2014 foi inaugurado o "Cidadela Art District", um centro de exposição de arte ao ar livre, com galerias culturais e estúdios abertos para artistas trabalharem perante os visitantes. O "Cidadela Art District" é uma iniciativa do Grupo Pestana, gestor da Pousada de Cascais, localizada na fortaleza da Cidadela. "O objectivo do projecto é que todos os espaços da Cidadela, desde a Pousada às muralhas da Fortaleza, se possam transformar em espaços expositivos e que a criação 'in loco' seja uma dinâmica constante entre os artistas de residência periódica e os artistas convidados", refere o Grupo Pestana.O Cidadela Art District inclui seis galerias culturais, entre as quais a primeira galeria Raw Art em Portugal, e seis "open studios", onde os artistas poderão ser vistos a trabalhar.Na direcção artística, o Grupo Pestana vai contar com a participação de Sandro Resende, conhecido por intervenções artísticas de grande mediatismo como o projecto "Contentores", "Outdoors" ou o mais recente "Janela". Duarte Amaral Netto, Paulo Arraiano, Paulo Brighenti ou Susana Anágua são alguns dos artistas convidados, assim como a Galeria Viarco ou a Magnética Magazine, entre outros.A agenda do Cidadela Art District integra, por ano, seis inaugurações bimensais em simultâneo, três concertos anuais e sete intervenções "site specific". Com a inauguração do projecto, a Pousada de Cascais muda também de nome passando a ter uma nova designação: "Pousada Cascais - Cidadela Historic Hotel & Art District".
Este é o primeiro hotel na Europa a ter um espaço cultural do género.
O Cidadela Art District pretende levar a arte contemporânea ao grande público através da apropriação de espaços não convencionais e meios associados à comunicação de massas enquanto promove o desenvolvimento artístico através do seu papel de mediador de artistas e galerias. Por um lado, traz a arte para um contexto do quotidiano e por outro, usando “não-lugares” ou espaços de transição, aposta na descontextualização.No Piso 1 do Art District situam-se os estúdios dos artistas: Bruno Pereira, Duarte Amaral Netto, Paulo Arraiano, Paulo Brighenti, Pedro Matos e Susana Anágua. Aqui, pode conhecer e seguir o seu processo de trabalho porque os estúdios encontram-se abertos ao público durante 12 meses. No Piso 0 localizam-se as galerias e plataformas criativas. Entre as quais, a Raw Art Brut Gallery - primeira galeria de arte bruta portuguesa e a Cinco – galeria de arte contemporânea com alguns artistas consagrados, como Luís Alegre, Paulo Mendes, Pedro Cabral Santo, entre outros. A Viarco abre, também, a sua primeira loja, a Magnética Magazine estabelece aqui a sua sede e a editora de autor, Branco abre as portas ao público.
Em 29 de abril de 2014, a cidadela foi classificada como zona especial de proteção.

## Características

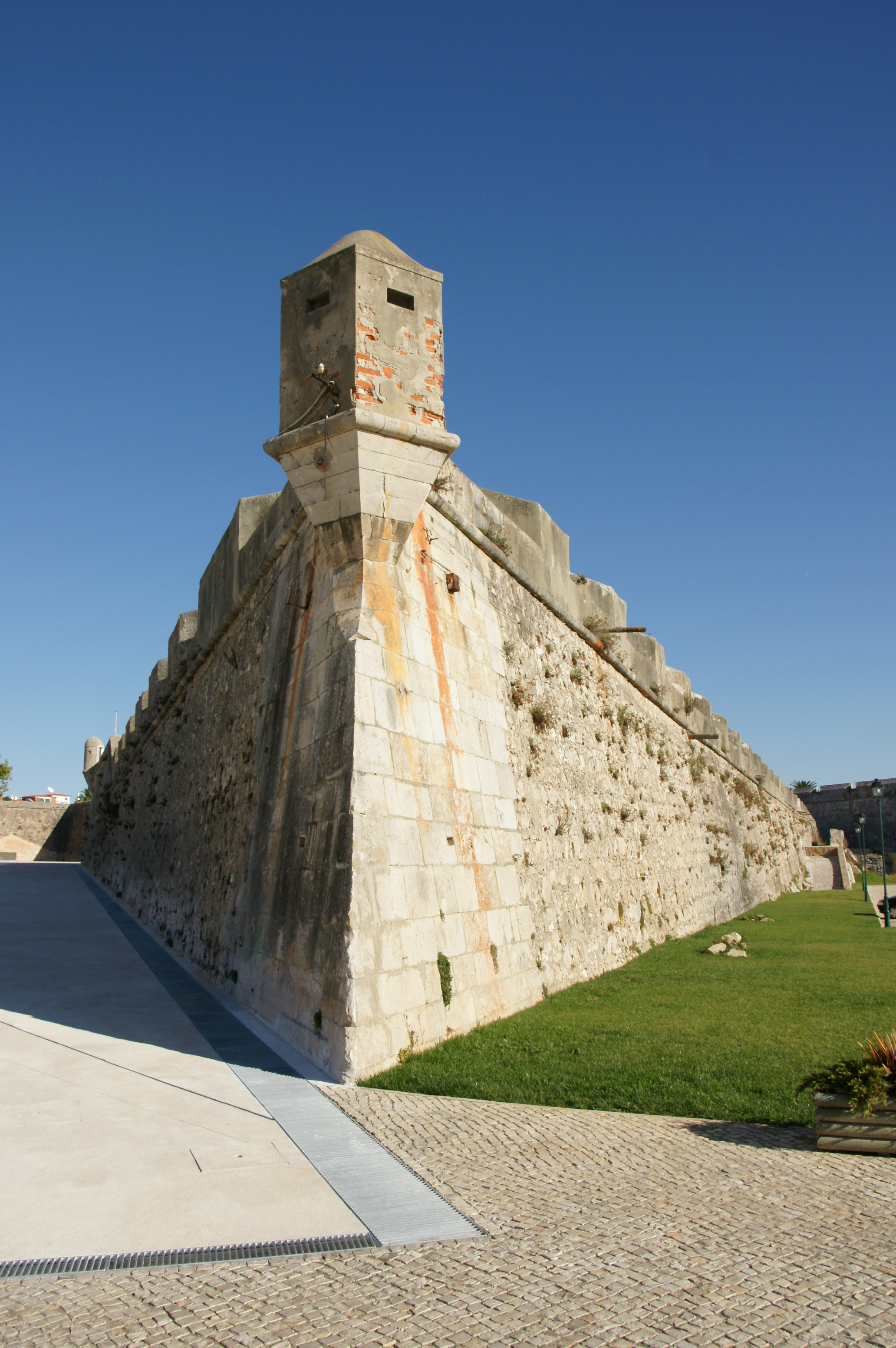
Baluarte da Cidadela de Cascais.

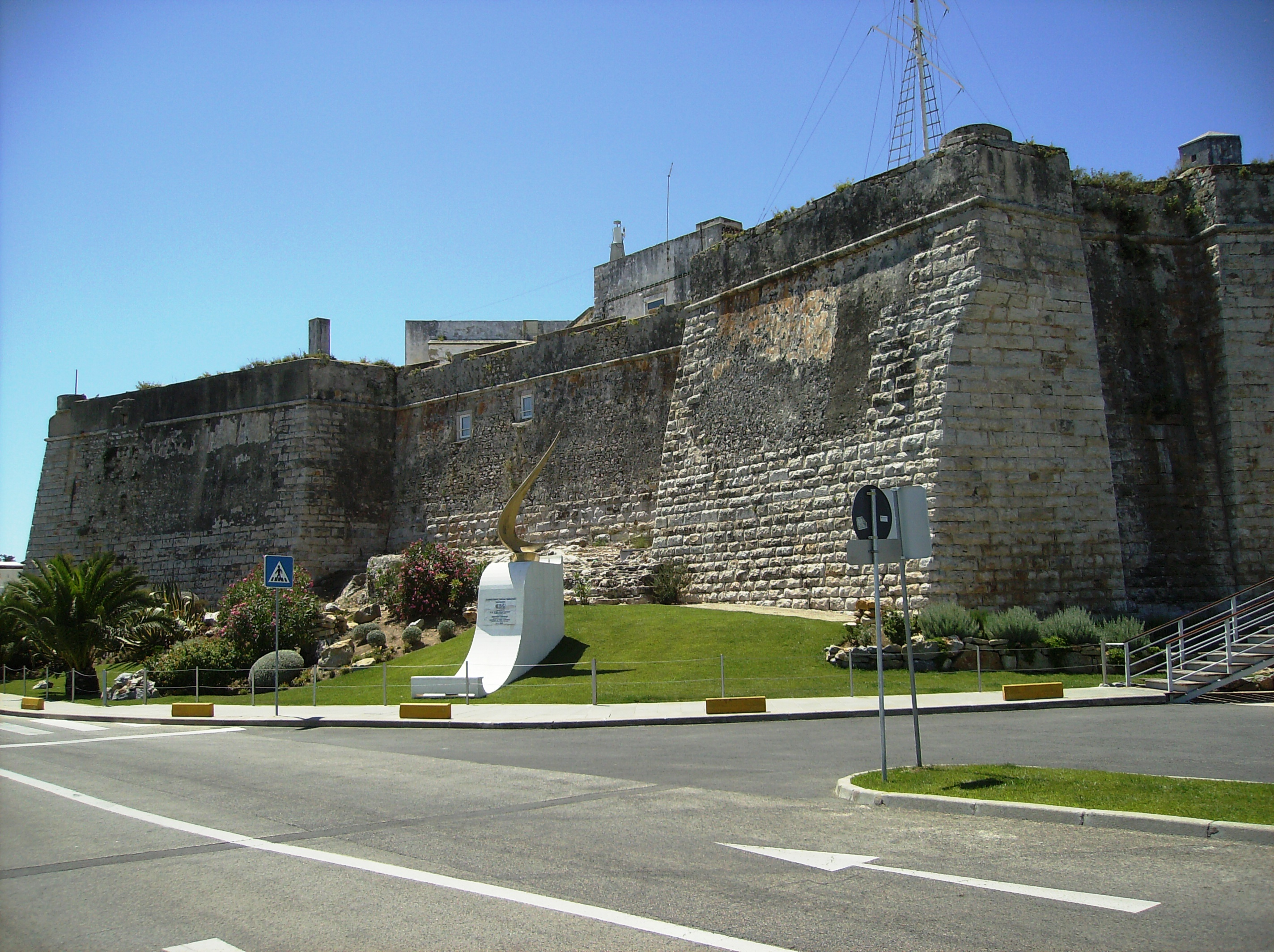
Baluartes da Cidadela de Cascais.

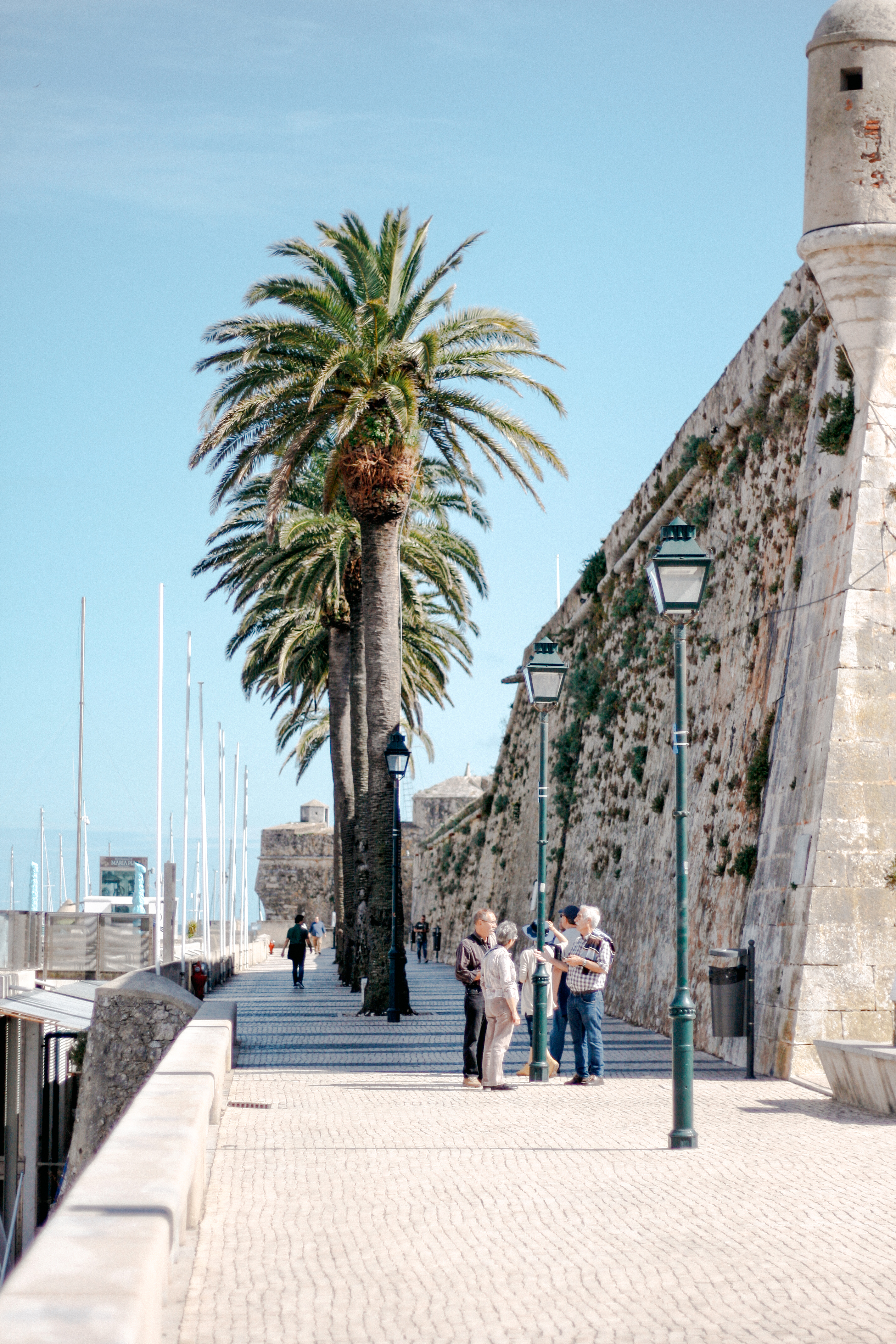
Passeio D. Maria Pia, junto à Cidadela de Cascais.

A Praça-forte de Cascais encontra-se subdividida em três partes:
- a chamada Cidadela, ocupada pelo Exército antes da cedência à Câmara Municipal;
- a Fortaleza de Nossa Senhora da Luz (anteriormente afeta ao Estado-Maior da Armada e também já cedida) e;
- o Palácio, afeto à Presidência da República, cuja cedência a Câmara vem negociando recentemente.

## O Palácio da Cidadela de Cascais

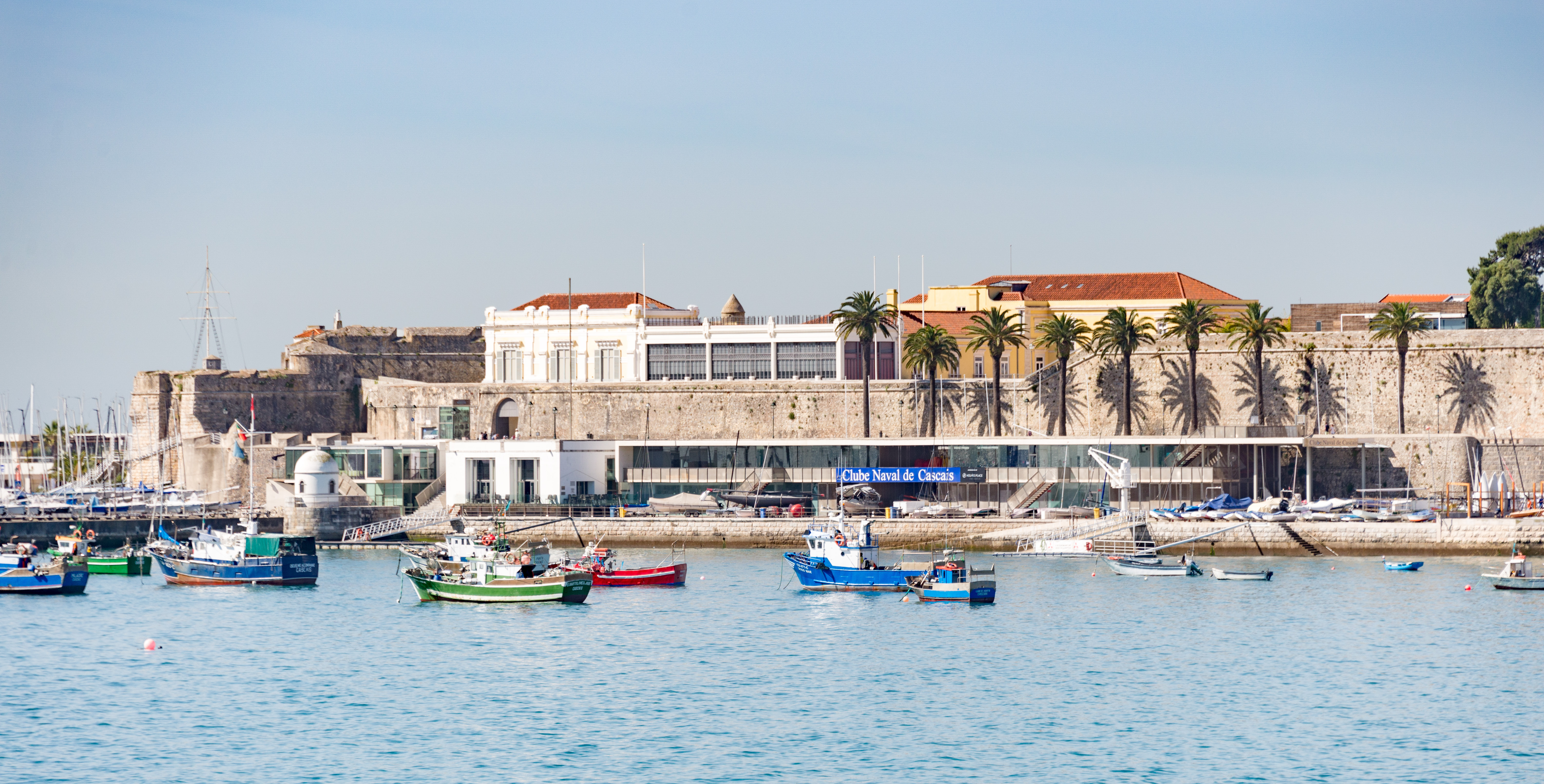
Panorama da marina e Palácio da Cidadela de Cascais.

A história do Palácio da Cidadela de Cascais está relacionada com a dos chefes de Estado de Portugal, da Monarquia à República. Utilizado como residência de verão da Casa Real a partir de 1870, o palácio ficou afecto à Presidência da República após a mudança de regime em 1910. Habitado por vários Presidentes da República Portuguesa – de Manuel de Arriaga a Bernardino Machado, na I República, ou Óscar Carmona que aí fixou residência oficial, durante o Estado Novo – o Palácio passou por um longo período de incerteza e de quase abandono.
Em 2004, o Museu da Presidência da República iniciou um estudo aprofundado sobre o Palácio da Cidadela de Cascais que permitiu reconstituir a sua memória histórica. Por iniciativa do Presidente Cavaco Silva, seguiu-se um processo de reabilitação do edifício conduzido pela Presidência da República, com verbas disponibilizadas pelo Turismo de Portugal IP, do qual resultou a sua abertura ao público, pela primeira vez na história.
Os visitantes poderão percorrer as salas de aparato do Palácio, a capela de N. S. da Vitória, o antigo quarto do rei D. Luís ou a sala árabe, que serviu de gabinete de trabalho ao Presidente Craveiro Lopes, ficando assim a conhecer um património de grande significado, pela sua história, arquitectura e localização privilegiada na baía de Cascais.
As visitas realizam-se através do Museu da Presidência da República.

## Curiosidades
- Foi na baía de Cascais que o duque de Alba desembarcou, em 1580, para tomar posse de Portugal em nome de Filipe II de Espanha.
- No contexto da Restauração da Independência, a praça-forte de Cascais passou a coordenar a linha de fortificações defensivas da margem direita do Tejo, como por exemplo o Forte de Crismina, o Forte de Nossa Senhora da Conceição e o Forte de Nossa Senhora da Guia, entre outros.
- No contexto da Guerra Peninsular foi em Cascais que o general Jean-Andoche Junot se instalou. Aqui também assinou a sua rendição (1808).
- Foi da Cidadela que partiu, em 1810, para a batalha do Buçaco, o Regimento de Infantaria de Cascais,[8] sob a proteção de Santo António, cuja imagem ainda se encontra na Cidadela.
- Foi na Cidadela que se inaugurou, a 28 de Setembro de 1878, a iluminação eléctrica no país.
- A Cidadela foi utilizada como residência real a partir de 1871, nela tendo falecido o rei D. Luís I. Foi em Cascais que a Família Real Portuguesa começou a ir à praia. A partir de então diversas famílias importantes começaram a estabelecer-se ali, erguendo os seus palácios, o que transformou a povoação numa comunidade cosmopolita.
- Após a Implantação da República Portuguesa, o Palácio ficou dependente da Presidência da República, tendo sido utilizado sobretudo por Óscar Carmona que ali viveu quase todo o tempo em que foi Presidente da República.